# 斯罗斯比 (澳大利亚首都特区)
斯罗斯比（英语：Throsby），位于堪培拉下属甘加林城区的一个郊区，西面隔著Horse Park Drive与甘加林、哈里森和肯尼接壤。该地区得名于最早开辟蓝山以西土地用于放牧和农业的欧洲探险家之一查尔斯·斯罗斯比。

## 地理
该地区的空地部分有两臂，东臂位於苏利文溪的源头地帶，还有一个更大的北臂。该地区的最高点海拔656米，位于东臂，鄰近老乔山。郊区建成时的最低点海拔610米，苏利文溪流过該處。

## 地质
斯罗斯比的岩石来自堪培拉層，其岩龄为志留纪中期。岩石是经过压力和褶皱改造的沉积页岩和泥岩。东部的岩石是来自安斯利火山的灰色石英安山岩。

## 设施
斯罗斯比有一所公立小学，可容纳123名学前班学生和450名K-6学生，于2022年开始上课。